# Włodzimierz Smolarek
Włodzimierz Wojciech Smolarek (Aleksandrów Łódzki, 16 luglio 1957 – Aleksandrów Łódzki, 7 marzo 2012) è stato un allenatore di calcio e calciatore polacco, di ruolo attaccante.

## Biografia
È il padre di Euzebiusz Smolarek, anch'egli calciatore. È scomparso nel 2012 all'età di 54 anni.

## Carriera

### Club
Giocò per Legia Varsavia,  Widzew Łódź (insieme a Zbigniew Boniek), Eintracht Francoforte, Feyenoord Rotterdam e Utrecht. Nel 1984 e nel 1986 venne nominato calciatore polacco dell'anno.

### Nazionale
Con la Polonia giocò 63 partite, impreziosite da 13 reti, tra il 1980 e il 1992. Partecipò al campionato del mondo 1982 (a segno nella vittoria sul Perù) e al campionato del mondo 1986 (realizzando la rete del successo sul Portogallo).

### Dopo il ritiro
Appese le scarpette al chiodo, allenò dal 2000 al 2007 le giovanili del Feyenoord.
Successivamente lavorò come talent scout per la Federcalcio polacca.

## Statistiche

### Cronologia presenze e reti in nazionale
| Cronologia completa delle presenze e delle reti in nazionale ― Polonia | Cronologia completa delle presenze e delle reti in nazionale ― Polonia | Cronologia completa delle presenze e delle reti in nazionale ― Polonia | Cronologia completa delle presenze e delle reti in nazionale ― Polonia | Cronologia completa delle presenze e delle reti in nazionale ― Polonia | Cronologia completa delle presenze e delle reti in nazionale ― Polonia | Cronologia completa delle presenze e delle reti in nazionale ― Polonia | Cronologia completa delle presenze e delle reti in nazionale ― Polonia |
| Data                                                                   | Città                                                                  | In casa                                                                | Risultato                                                              | Ospiti                                                                 | Competizione                                                           | Reti                                                                   | Note                                                                   |
| ---------------------------------------------------------------------- | ---------------------------------------------------------------------- | ---------------------------------------------------------------------- | ---------------------------------------------------------------------- | ---------------------------------------------------------------------- | ---------------------------------------------------------------------- | ---------------------------------------------------------------------- | ---------------------------------------------------------------------- |
| 12-10-1980                                                             | Buenos Aires                                                           | Argentina                                                              | 2 – 1                                                                  | Polonia                                                                | Amichevole                                                             | -                                                                      | 80’                                                                    |
| 12-11-1980                                                             | Barcellona                                                             | Spagna                                                                 | 1 – 2                                                                  | Polonia                                                                | Amichevole                                                             | -                                                                      | 46’                                                                    |
| 7-12-1980                                                              | Gżira                                                                  | Malta                                                                  | 0 – 2                                                                  | Polonia                                                                | Qual. Mondiali 1982                                                    | 1                                                                      | 38’                                                                    |
| 25-3-1981                                                              | Bucarest                                                               | Romania                                                                | 2 – 0                                                                  | Polonia                                                                | Amichevole                                                             | -                                                                      | 72’                                                                    |
| 2-5-1981                                                               | Chorzów                                                                | Polonia                                                                | 1 – 0                                                                  | Germania Est                                                           | Qual. Mondiali 1982                                                    | -                                                                      |                                                                        |
| 24-5-1981                                                              | Bydgoszcz                                                              | Polonia                                                                | 3 – 0                                                                  | Irlanda                                                                | Amichevole                                                             | -                                                                      | 68’                                                                    |
| 2-9-1981                                                               | Chorzów                                                                | Polonia                                                                | 0 – 2                                                                  | Germania Ovest                                                         | Amichevole                                                             | -                                                                      |                                                                        |
| 23-9-1981                                                              | Lisbona                                                                | Portogallo                                                             | 2 – 0                                                                  | Polonia                                                                | Amichevole                                                             | -                                                                      |                                                                        |
| 10-10-1981                                                             | Lipsia                                                                 | Germania Est                                                           | 2 – 3                                                                  | Polonia                                                                | Qual. Mondiali 1982                                                    | 2                                                                      |                                                                        |
| 28-10-1981                                                             | Buenos Aires                                                           | Argentina                                                              | 1 – 2                                                                  | Polonia                                                                | Amichevole                                                             | -                                                                      |                                                                        |
| 15-11-1981                                                             | Breslavia                                                              | Polonia                                                                | 6 – 0                                                                  | Malta                                                                  | Qual. Mondiali 1982                                                    | 2                                                                      | 68’                                                                    |
| 18-11-1981                                                             | Łódź                                                                   | Polonia                                                                | 2 – 3                                                                  | Spagna                                                                 | Amichevole                                                             | -                                                                      | 73’                                                                    |
| 14-6-1982                                                              | Vigo                                                                   | Italia                                                                 | 0 – 0                                                                  | Polonia                                                                | Mondiali 1982 - 1º turno                                               | -                                                                      |                                                                        |
| 19-6-1982                                                              | La Coruña                                                              | Camerun                                                                | 0 – 0                                                                  | Polonia                                                                | Mondiali 1982 - 1º turno                                               | -                                                                      |                                                                        |
| 22-6-1982                                                              | La Coruña                                                              | Polonia                                                                | 5 – 1                                                                  | Perù                                                                   | Mondiali 1982 - 1º turno                                               | 1                                                                      | 74’                                                                    |
| 28-6-1982                                                              | Barcellona                                                             | Belgio                                                                 | 0 – 3                                                                  | Polonia                                                                | Mondiali 1982 - 2º turno                                               | -                                                                      | 49’                                                                    |
| 4-7-1982                                                               | Barcellona                                                             | Polonia                                                                | 0 – 0                                                                  | Unione Sovietica                                                       | Mondiali 1982 - 2º turno                                               | -                                                                      |                                                                        |
| 8-7-1982                                                               | Barcellona                                                             | Italia                                                                 | 2 – 0                                                                  | Polonia                                                                | Mondiali 1982 - Semifinale                                             | -                                                                      | 57’ 78’                                                                |
| 31-8-1982                                                              | Saint-Denis                                                            | Francia                                                                | 0 – 4                                                                  | Polonia                                                                | Amichevole                                                             | -                                                                      | Cap.                                                                   |
| 8-9-1982                                                               | Kuopio                                                                 | Finlandia                                                              | 2 – 3                                                                  | Polonia                                                                | Qual. Euro 1984                                                        | 1                                                                      | Cap.                                                                   |
| 23-3-1983                                                              | Łódź                                                                   | Polonia                                                                | 2 – 0                                                                  | Bulgaria                                                               | Amichevole                                                             | -                                                                      | Cap. 46’                                                               |
| 17-4-1983                                                              | Varsavia                                                               | Polonia                                                                | 1 – 1                                                                  | Finlandia                                                              | Qual. Euro 1984                                                        | 1                                                                      | Cap.                                                                   |
| 22-5-1983                                                              | Chorzów                                                                | Polonia                                                                | 1 – 1                                                                  | Unione Sovietica                                                       | Qual. Euro 1984                                                        | -                                                                      | Cap. 81’                                                               |
| 9-10-1983                                                              | Mosca                                                                  | Unione Sovietica                                                       | 2 – 0                                                                  | Polonia                                                                | Qual. Euro 1984                                                        | -                                                                      | 66’                                                                    |
| 28-10-1983                                                             | Breslavia                                                              | Polonia                                                                | 0 – 1                                                                  | Portogallo                                                             | Qual. Euro 1984                                                        | -                                                                      |                                                                        |
| 11-1-1984                                                              | Kolkata                                                                | India                                                                  | 1 – 2                                                                  | Polonia                                                                | Coppa Nehru 1984                                                       | -                                                                      |                                                                        |
| 15-1-1984                                                              | Kolkata                                                                | Cina                                                                   | 0 – 1                                                                  | Polonia                                                                | Coppa Nehru 1984                                                       | -                                                                      | 80’                                                                    |
| 17-1-1984                                                              | Kolkata                                                                | Argentina                                                              | 1 – 1                                                                  | Polonia                                                                | Coppa Nehru 1984                                                       | -                                                                      | Ammonizione                                                            |
| 27-1-1984                                                              | Kolkata                                                                | Cina                                                                   | 0 – 1                                                                  | Polonia                                                                | Coppa Nehru 1984 - Finale                                              | -                                                                      | 86’                                                                    |
| 27-3-1984                                                              | Zurigo                                                                 | Svizzera                                                               | 1 – 1                                                                  | Polonia                                                                | Amichevole                                                             | -                                                                      | 71’                                                                    |
| 17-4-1984                                                              | Varsavia                                                               | Polonia                                                                | 0 – 1                                                                  | Belgio                                                                 | Amichevole                                                             | -                                                                      |                                                                        |
| 23-5-1984                                                              | Dublino                                                                | Irlanda                                                                | 0 – 0                                                                  | Polonia                                                                | Amichevole                                                             | -                                                                      |                                                                        |
| 29-8-1984                                                              | Drammen                                                                | Norvegia                                                               | 1 – 1                                                                  | Polonia                                                                | Amichevole                                                             | -                                                                      |                                                                        |
| 12-9-1984                                                              | Helsinki                                                               | Finlandia                                                              | 0 – 2                                                                  | Polonia                                                                | Amichevole                                                             | -                                                                      | 79’                                                                    |
| 17-10-1984                                                             | Zabrze                                                                 | Polonia                                                                | 3 – 1                                                                  | Grecia                                                                 | Qual. Mondiali 1986                                                    | 1                                                                      |                                                                        |
| 31-10-1984                                                             | Mielec                                                                 | Polonia                                                                | 2 – 2                                                                  | Albania                                                                | Qual. Mondiali 1986                                                    | 1                                                                      |                                                                        |
| 27-3-1985                                                              | Sibiu                                                                  | Romania                                                                | 0 – 0                                                                  | Polonia                                                                | Amichevole                                                             | -                                                                      | 72’                                                                    |
| 17-4-1985                                                              | Opole                                                                  | Polonia                                                                | 2 – 1                                                                  | Finlandia                                                              | Amichevole                                                             | -                                                                      |                                                                        |
| 1-5-1985                                                               | Bruxelles                                                              | Belgio                                                                 | 2 – 0                                                                  | Polonia                                                                | Qual. Mondiali 1986                                                    | -                                                                      |                                                                        |
| 19-5-1985                                                              | Atene                                                                  | Grecia                                                                 | 1 – 4                                                                  | Polonia                                                                | Qual. Mondiali 1986                                                    | 1                                                                      |                                                                        |
| 30-5-1985                                                              | Tirana                                                                 | Albania                                                                | 0 – 1                                                                  | Polonia                                                                | Qual. Mondiali 1986                                                    | -                                                                      |                                                                        |
| 21-8-1985                                                              | Malmö                                                                  | Svezia                                                                 | 1 – 0                                                                  | Polonia                                                                | Amichevole                                                             | -                                                                      | Cap.                                                                   |
| 11-9-1985                                                              | Chorzów                                                                | Polonia                                                                | 0 – 0                                                                  | Belgio                                                                 | Qual. Mondiali 1986                                                    | -                                                                      | 64’                                                                    |
| 16-11-1985                                                             | Chorzów                                                                | Polonia                                                                | 1 – 0                                                                  | Italia                                                                 | Amichevole                                                             | -                                                                      | 85’                                                                    |
| 8-12-1985                                                              | Tunis                                                                  | Tunisia                                                                | 1 – 0                                                                  | Polonia                                                                | Amichevole                                                             | -                                                                      | Cap. 75’                                                               |
| 11-12-1985                                                             | Adana                                                                  | Turchia                                                                | 1 – 0                                                                  | Polonia                                                                | Amichevole                                                             | -                                                                      | Cap.                                                                   |
| 16-2-1986                                                              | Montevideo                                                             | Uruguay                                                                | 2 – 2                                                                  | Polonia                                                                | Amichevole                                                             | -                                                                      | Cap.                                                                   |
| 16-5-1986                                                              | Copenaghen                                                             | Danimarca                                                              | 1 – 0                                                                  | Polonia                                                                | Amichevole                                                             | -                                                                      | Ammonizione                                                            |
| 2-6-1986                                                               | Monterrey                                                              | Marocco                                                                | 0 – 0                                                                  | Polonia                                                                | Mondiali 1986 - 1º turno                                               | -                                                                      |                                                                        |
| 7-6-1986                                                               | Monterrey                                                              | Polonia                                                                | 1 – 0                                                                  | Portogallo                                                             | Mondiali 1986 - 1º turno                                               | 1                                                                      | 75’                                                                    |
| 11-6-1986                                                              | Monterrey                                                              | Inghilterra                                                            | 3 – 0                                                                  | Polonia                                                                | Mondiali 1986 - 1º turno                                               | -                                                                      |                                                                        |
| 16-6-1986                                                              | Guadalajara                                                            | Brasile                                                                | 4 – 0                                                                  | Polonia                                                                | Mondiali 1986 - Ottavi di finale                                       | -                                                                      | 32’                                                                    |
| 15-10-1986                                                             | Breslavia                                                              | Polonia                                                                | 2 – 1                                                                  | Grecia                                                                 | Qual. Euro 1988                                                        | -                                                                      | 66’                                                                    |
| 19-11-1986                                                             | Amsterdam                                                              | Paesi Bassi                                                            | 0 – 0                                                                  | Polonia                                                                | Qual. Euro 1988                                                        | -                                                                      |                                                                        |
| 12-4-1987                                                              | Danzica                                                                | Polonia                                                                | 0 – 0                                                                  | Cipro                                                                  | Qual. Euro 1988                                                        | -                                                                      |                                                                        |
| 29-4-1987                                                              | Atene                                                                  | Grecia                                                                 | 1 – 0                                                                  | Polonia                                                                | Qual. Euro 1988                                                        | -                                                                      |                                                                        |
| 17-5-1987                                                              | Budapest                                                               | Ungheria                                                               | 5 – 3                                                                  | Polonia                                                                | Qual. Euro 1988                                                        | 1                                                                      |                                                                        |
| 21-9-1988                                                              | Cottbus                                                                | Germania Est                                                           | 1 – 2                                                                  | Polonia                                                                | Amichevole                                                             | -                                                                      |                                                                        |
| 19-10-1988                                                             | Chorzów                                                                | Polonia                                                                | 1 – 0                                                                  | Albania                                                                | Amichevole                                                             | -                                                                      |                                                                        |
| 14-10-1992                                                             | Rotterdam                                                              | Paesi Bassi                                                            | 2 – 2                                                                  | Polonia                                                                | Qual. Mondiali 1994                                                    | -                                                                      | 68’                                                                    |
| Totale                                                                 |                                                                        | Presenze                                                               | 60                                                                     |                                                                        | Reti                                                                   | 13                                                                     |                                                                        |

## Palmarès

### Club
- Campionato polacco: 2

1981, 1982
- Coppa di Polonia: 1

1985
- Coppa di Germania: 1

1988

### Individuale
- Calciatore polacco dell'anno: 2

1984, 1986